# インド人
インド人（Indians）とは、インドの住民のことである。また、インド国籍を有する者を指す。インドには、インド・アーリヤ族、ドラビダ族、モンゴロイド族等の民族が存在する。